# Romfell
Romfell (также Romfell Panzerwagen) — пулемётный бронеавтомобиль вооружённых сил Австро-Венгрии периода Первой мировой войны. В период с 1915 по 1918 год мастерскими в Будапеште на базе шасси автомобилей Mercedes и FIAT было построено несколько экземпляров бронеавтомобиля, ограниченно применявшихся армией Австро-Венгрии в ходе боевых действий. Бронеавтомобиль примечателен уникальным, почти сюрреалистическим дизайном корпуса.

## История создания
Малоизвестный факт — Австро-Венгрия была одной из первых стран, где начались разработки в области бронированных машин и были получены реальные результаты. Ещё в 1905 году инженерами фирмы Austro-Daimler была разработана весьма перспективная бронированная машина, с передовым дизайном и неплохими характеристиками. Инженеры предложили машину Австро-Венгерской армии, и военные, хотя и отнеслись к ней с подозрением, но всё же допустили её до манёвров 1905 года. Однако демонстрация нового оружия провалилась по неожиданной и объективно довольно глупой причине — броневик рёвом своего двигателя распугал лошадей нескольких видных государственных и армейских чинов, присутствовавших при его показе. Дошло до того, что престарелый Император Австро-Венгерии Франц Иосиф I категорически заявил в своём окружении, что подобным машинам и сейчас, и впредь на войне не место. Слова монарха были восприняты как приказ, и дальнейшие разработки были свёрнуты. Такая же неприятная участь постигла и весьма любопытный проект «Моторизированного орудия» (нем. Motorgeschütz), разработанный обер-лейтенантом Гюнтером Бурштынем. Этот проект, по сути, настоящего танка практически не заинтересовал командование вооружённых сил двуединой монархии — вместо финансирования проекта военное министерство предложило изобретателю построить опытный образец совместно с какой-нибудь коммерческой фирмой, чего Бурштынь, не имевший никаких связей, так и не смог сделать. Так или иначе, в Первую мировую войну Австро-Венгрия вступила, не имея в своём распоряжении никакой бронетехники, за исключением бронепоездов.
Вскоре после начала войны Австро-Венгерские военные осознали свою ошибку — ведь им противостояла Российская империя, страна, из всех государств Антанты наиболее активно развивавшая и использовавшая бронетехнику. А вскоре к противникам добавилась и Италия, также располагавшая броневиками. Работы над собственной бронетехникой резко активизировались, и в 1915 году появились первые проекты. И если первый из них, Junovicz P.A.1, с коробчатым корпусом на шасси грузовика, был откровенно неудачным, то второй внешне казался чуть ли не «пришельцем из будущего».
Этот проект был разработан двумя младшими офицерами Австро-Венгерской армии — гауптманом Романиком (нем. Romanic) и обер-лейтенантом Феллнером (нем. Fellner). Название броневика состояло из первых букв фамилий конструкторов — Romfell. Броневик использовал готовое шасси коммерческого автомобиля, однако какого именно — неизвестно. На шасси устанавливался бронекорпус поистине футуристических и экстравагантных очертаний, практически не имевший плоских поверхностей и прямых углов. Вооружение из одного пулемёта располагалось в башне кругового вращения. Проект был одобрен военными, которые в начале лета 1915 года санкционировали постройку опытной машины. Первый Romfell собирался в мастерских Automobil Ersatzdepot в Будапеште, в основном силами самих мастерских, хотя для поставки некоторых узлов и агрегатов были привлечены несколько частных фирм. В конце августа 1915 года бронеавтомобиль был готов.
С сентября по ноябрь 1915 года проводились испытания, в целом успешные, после чего броневик убыл в действующую армию. Однако, как ни странно, новых заказов не последовало ни в 1915, ни в 1916 годах. Лишь в 1917—1918 годах было построено ещё несколько машин, но уже на других шасси, нежели первый экземпляр, и несколько изменённой формой корпуса.

## Описание конструкции

Бронеавтомобиль Romfell на базе Mercedes, вид сбоку. 1916 год.

Бронеавтомобиль имел сложный и экстравагантный дизайн бронекорпуса, в котором практически отсутствовали прямые углы и плоские поверхности. Гнутые листы 6-мм брони приклёпывались к каркасу из стальных уголков. Компоновка бронеавтомобиля была классической — моторное отделение спереди, за ним следовало отделение управления и далее, в корме машины, — боевое. Спереди на моторном отделении имелись жалюзи для доступа охлаждающего воздуха к радиатору. В отделении управления располагались командир машины и водитель, использовавшие для наблюдения смотровые лючки в лобовом бронелисте и бортах. В случае надобности лючки прикрывались бронекрышками со смотровыми щелями, а в походном положении водитель мог вести бронеавтомобиль, высунув голову из люка в крыше отделения управления. Над боевым отделением располагалась низкая цилиндрическая башня кругового вращения. Вооружение составлял один 7,92-мм пулемёт Schwarzlose M.07/12 с боекомплектом 3000 патронов, обслуживавшийся одним пулемётчиком. Установка пулемёта обеспечивала большой угол вертикальной наводки, благодаря чему можно было вести огонь как по наземным, так и по воздушным целям. Весьма необычным и передовым для того времени решением являлось оборудование бронеавтомобиля беспроводным телеграфом фирмы Siemens & Halske.
Точные данные о типе шасси, использовавшемся для постройки первого «Ромфелля», отсутствуют. В соответствии с данными Петера Юнга, основного исследователя данного типа бронемашин, могла использоваться база одного из двух автомобилей: либо Mercedes Motorcar (Personenkraftwagen) номер A VI 865 с двигателем мощностью 95 л.с. и цепной трансмиссией, либо M09 Samson Seilwindenwagen с двигателем в 75 л.с. При этом первый вариант технически более реален. Важной особенностью шасси первой машины был полный привод. Максимальная скорость бронеавтомобиля общей массой около 3 тонн составляла 26 км/ч, а запас хода по шоссе не превышал 150 км, что в целом было приемлемо, хотя и не блестяще. В ходовой части с зависимой рессорной подвеской использовались шины из литой резины. В корме машины имелся буксирный крюк, а судя по чертежам, предусматривалась возможность буксировки за броневиком бронеприцепа, также имевшего достаточно смелые очертания.
Для бронеавтомобилей производства 1917—1918 годов применялось шасси других марок, наиболее вероятно — M09 Goliath с 6-цилиндровым двигателем мощностью 90 л.с. Впоследствии несколько бронеавтомобилей (а возможно, даже и первый, постройки 1915 года) были «пересажены» на трофейные шасси 2-тонного автомобиля FIAT. Эти же шасси могли использоваться и для других «Ромфеллей», находившихся на момент окончания войны в производстве. Проблемой шасси FIAT являлась его относительная слабость, при которой намечавшееся на других шасси перетяжеление конструкции становилось уже очевидным.

## Операторы
- Австро-Венгрия
- Румыния — 1 машина.[5]

## Боевое применение
Данные о боевом применении бронеавтомобилей Romfell весьма скупы.
Первый экземпляр убыл на фронт ещё в конце 1915 года, но сведения о первых годах его «карьеры» отсутствуют, за исключением того факта, что ему довелось повоевать как на Балканском, так и на Русском фронтах. Достоверно известно, что в 1918 году первый «Ромфелль» оказался на Итальянском фронте в составе подразделения K.u.K. Panzerautozug No.1, куда также входили два броневика Junovicz, один трофейный итальянский Lancia IZM и oдин трофейный русский «Остин» первой серии. Подразделение базировалось невдалеке от Удине, в центральном секторе Итальянского фронта.
Данные о применении других «Ромфеллей» отсутствуют, хотя известно, что один из них в конце 1919 года попал в руки румынских войск и использовался ими под именем «Resita».

## Оценка машины
В целом, бронеавтомобиль Romfell являлся вполне адекватной своему времени машиной. 6-мм бронирование вкупе с наклонным расположением бронелистов обеспечивало приемлемый уровень защиты, а вооружение являлось стандартным для европейских бронеавтомобилей подобного класса в 1915 году. Немаловажным плюсом первого образца было использование технологически удачной полноприводной базы Mercedes. Весьма полезны были такие особенности, как возможность ведения зенитного огня, наличие беспроводного телеграфа и литые пулестойкие шины.
Однако сложная форма корпуса подразумевала высокую стоимость производства, а скоростные характеристики бронеавтомобиля были в целом достаточно посредственными — при всех своих плюсах шасси было «слабовато». Ещё хуже в этом плане обстояли дела у машин выпуска 1917—1918 годов, строившихся на базе заднеприводных шасси, в особенности — объективно недостаточно мощных «Фиатов». Вероятно, именно высокой сложностью изготовления и тихоходностью машин объясняется отказ от их серийного производства.

## Сохранившиеся экземпляры
Ни одного экземпляра «Ромфелля» до наших дней не сохранилось. Однако в 2010 году энтузиастами одного из чешских клубов исторической реконструкции была построена несколько упрощённая полноразмерная модель-копия броневика, впервые показанная публике 18 сентября 2010 года в ходе фестиваля «PRZEJŚCIE RZEKI STYR — ŁUCK 1916» в городе Нимбурк.

## Машина в массовой культуре
Бронеавтомобиль имеется в компьютерной игре "Battle of Empires: 1914-1918". В мультиплеере доступен за Германскую Империю.